# Emma Alonso
Emma Alonso de Costa (n. Barcelona; 1914 - f. Ciudad de México; 2000) fue una actriz española. Antes de la guerra civil española era primera dama de teatro y actuó en algunas obras de Josep Maria de Sagarra. Estaba casada con Dalmau Costa i Vilanova, jefe de ceremonial del Parlamento de Cataluña. Fue madre del físico nuclear Dalmau Costa y Alonso.

## Biografía
Al acabar la guerra se exilió con su familia en México. Junto con su marido fue muy activa en la labor cultural de la Comunidad Catalana de México. Fue una de las organizadoras y directora de la Agrupación de Arte Dramático del Orfeón Catalán de México, trabajando en muchas de las representaciones junto a la también actriz Pilar Sen. Instituyó el Premio de Teatro Àngel Guimerà (1954-1958), que fue otorgado a Rafael Tasis, Josep Carner, Roc Boronat y Font y Joan Oliver.
El 26 de julio de 1956 representó fuera del Orfeón Un home entre herois, de Rafael Tasis, en el Teatro Nuevo Ideal, con actores catalanes que trabajaban en el teatro y cine mexicanos. También representó L'hostal de la Glòria de Josep Maria de Sagarra. Fue miembro del comité de honor de los Juegos Florales de la Lengua Catalana celebrados en Ciudad de México en 1957.